# Fritzi Brunette
Florence Brunet (Savannah, Georgia; 27 de mayo de 1890-Hollywood, California; 28 de septiembre de 1943), conocida como Fritzi Brunette, fue una actriz de cine estadounidense. Brunette actuó en numerosas películas y su carrera se extendió durante tres décadas.

## Biografía
Fritzi Brunette debutó en el cine en 1913. Hasta 1928, apareció en muchas películas como una estrella principal. Después de un eclipse de siete años, regresó a la pantalla en 1935, pero en papeles muy secundarios donde ni siquiera se le acreditó. Su última película es en una comedia de Charles Lamont en 1942. realizado más de 120 películas.
Se casó con el actor y director Robert William Daly. Fritzi Brunette murió después de una enfermedad prolongada en el Motion Picture Country Home a la edad de 53 años en 1943. Los servicios funerarios se llevaron a cabo en Hollywood Pierce Brothers.